# 2019年桃園農業博覽會
2019年桃園農業博覽會（英語：2019 Taoyuan Agricultrue Expo）為2019年9月28日至10月27日，於臺灣桃園市新屋區所舉行，以農業為主題的大型戶外展覽活動。

## 簡介
2019年桃園農業博覽會由桃園市政府主辦，行政院農業委員會、桃園市議會協辦，展覽地點位於桃園市新屋氣象站旁，展區占地30公頃。一共有五大主題專區，分別是特色產業、農事生產、環境永續、農村生活、智慧科技，並設置16個展館。今年的農博園區也將會保留下來，並於明年轉型為環境教育基地。

## 相關連結
- 2018年桃園農業博覽會

## 外部連結
- 桃園農業博覽會（页面存档备份，存于）
- 桃園農業博覽會-農情樂陶桃（页面存档备份，存于）